# Allocosa nigriventris
Allocosa nigriventris là một loài nhện trong họ wolfspinnen (Lycosidae).
Loài này thuộc chi Allocosa. Allocosa nigriventris được Guy miêu tả năm 1966.